# Escarabeoïdeus
Els escarabeoïdeus (Scarabaeoidea) són una superfamília de coleòpters del subordre Polyphaga, l'únic subgrup dins l'infraordre Scarabaeiformia. Té unes 35.000 espècies i cada any se'n descriuen unes 200 noves espècies. Inclou insectes tan populars com els escarabats piloters, els escarabats rinoceronts i els escanyapolls.

## Característiques
Els escarbeoïdeus són molt diversos, però en general es tracta de coleòpters massius amb el cap petit i les antenes curtes acabades en una maça ben diferenciada de las resta dels artells. Les potes solen ser robustes, amb espines, i amb acabades en fortes ungles. Els èlitres són durs, formant una resistent cuirassa protectora. La majoria poden volar.

## Història natural
Els escarbeoïdeus s'han adaptat amb gran èxit a un gran nombre de nínxols ecològics. Moltes espècies de les famílies Scarabaeidae i Geotrupidae són copròfagues, alimentant-se d'excrements dels grans herbívors i contribuint al seu reciclatge; en aquest grup s'inclouen els populars escarabats piloters. Altres escarbeoïdeus (Cetoniinae, Rutelinae, etc.) s'han adaptat a la vida florícola, alimentant-se de pètals, pol·len i nèctar, i participant en la pol·linització de les plantes. Les larves de moltes espècies de Lucanidae, Dynastinae, Passalidae, etc., són saproxíliques, alimentant-se de fusta en descomposició i desenvolupant un paper clau en el reciclatge de la cel·lulosa. Els Trogidae viuen a costa de cadàvers secs d'animals, o en nius de mamífers o aus, on aprofiten el pèl i les plomes.

## Famílies

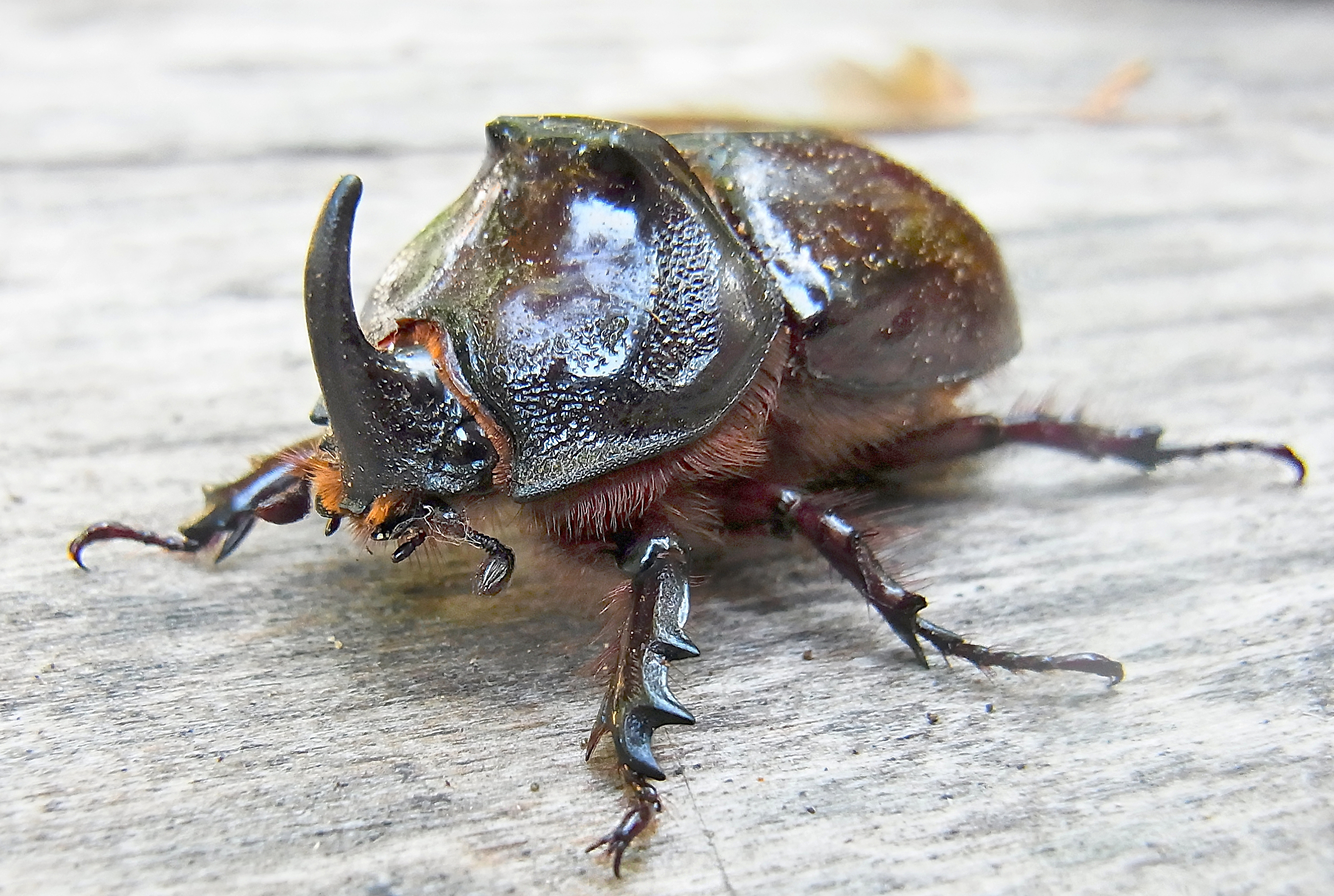
Oryctes nasicornis (Dynastinae), uns dels coleòpters més grossos de Catalunya.

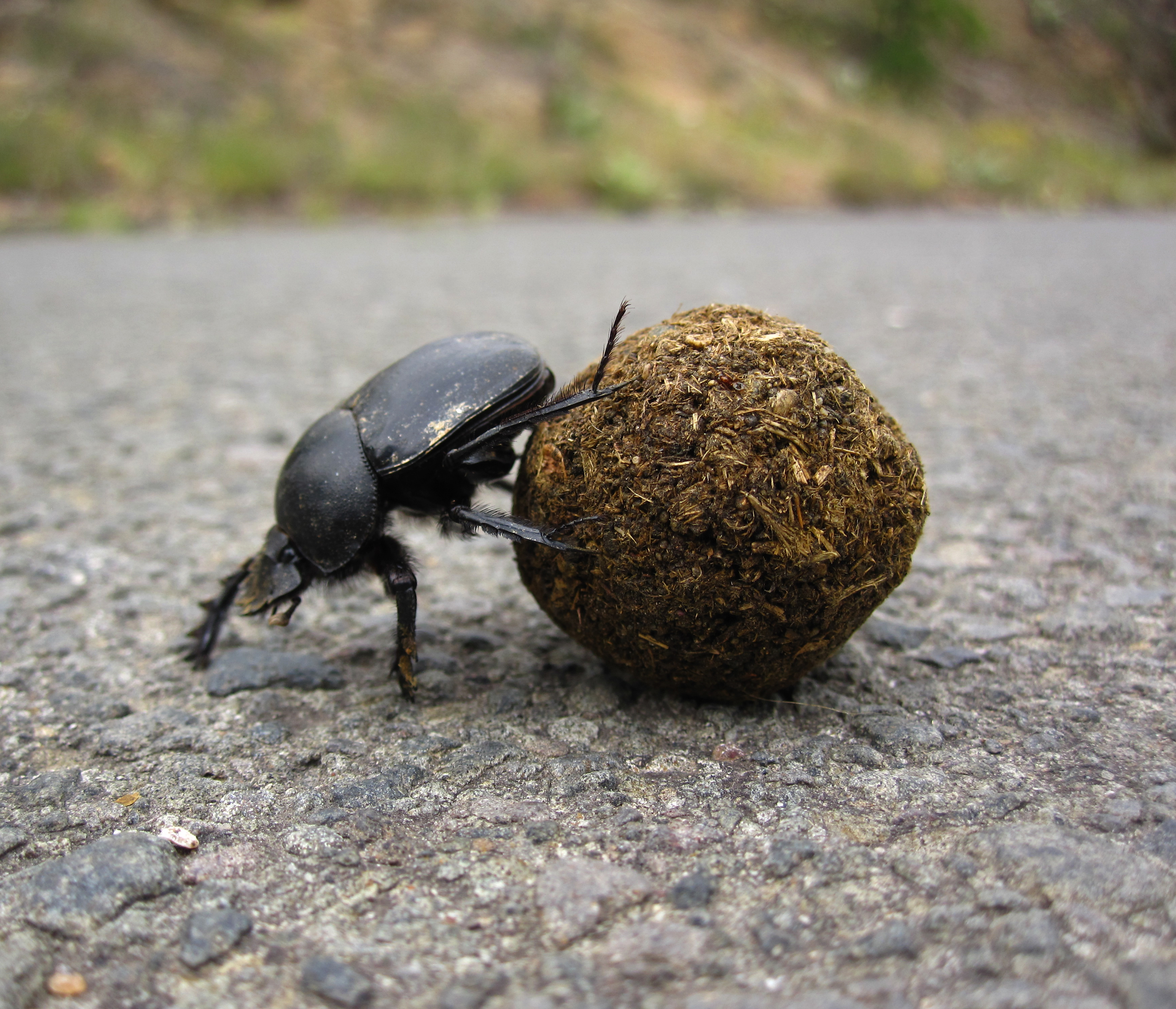
Escarabat piloter (Scarabaeus).

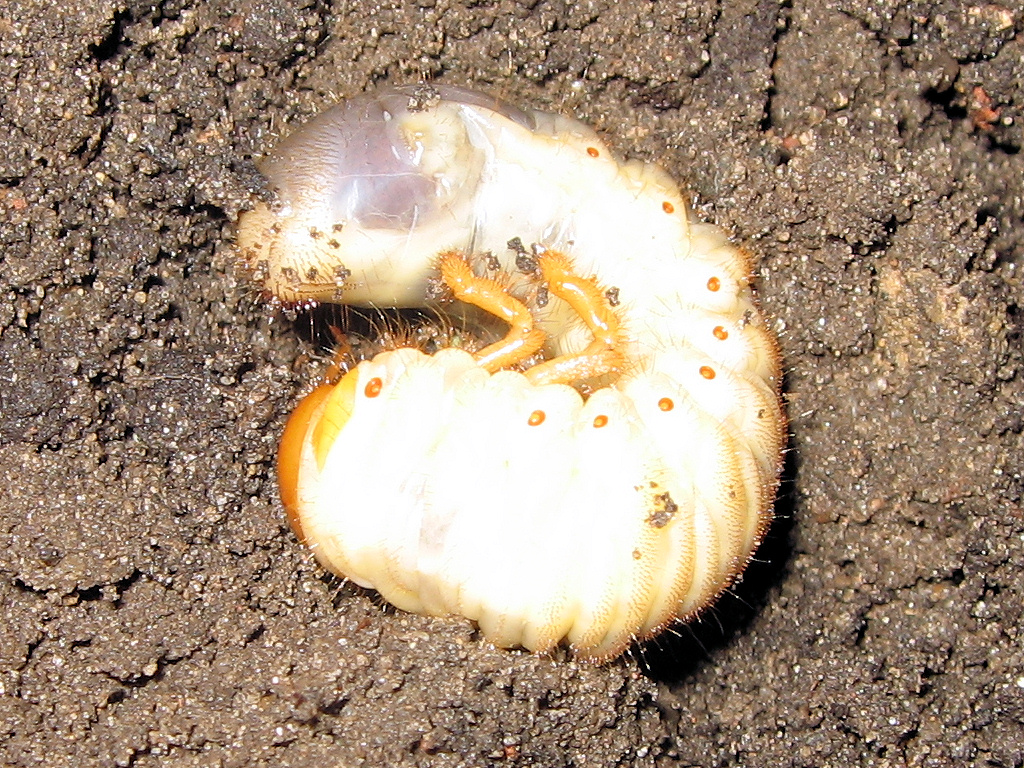
Típica larva d'escarabeoïdeu.

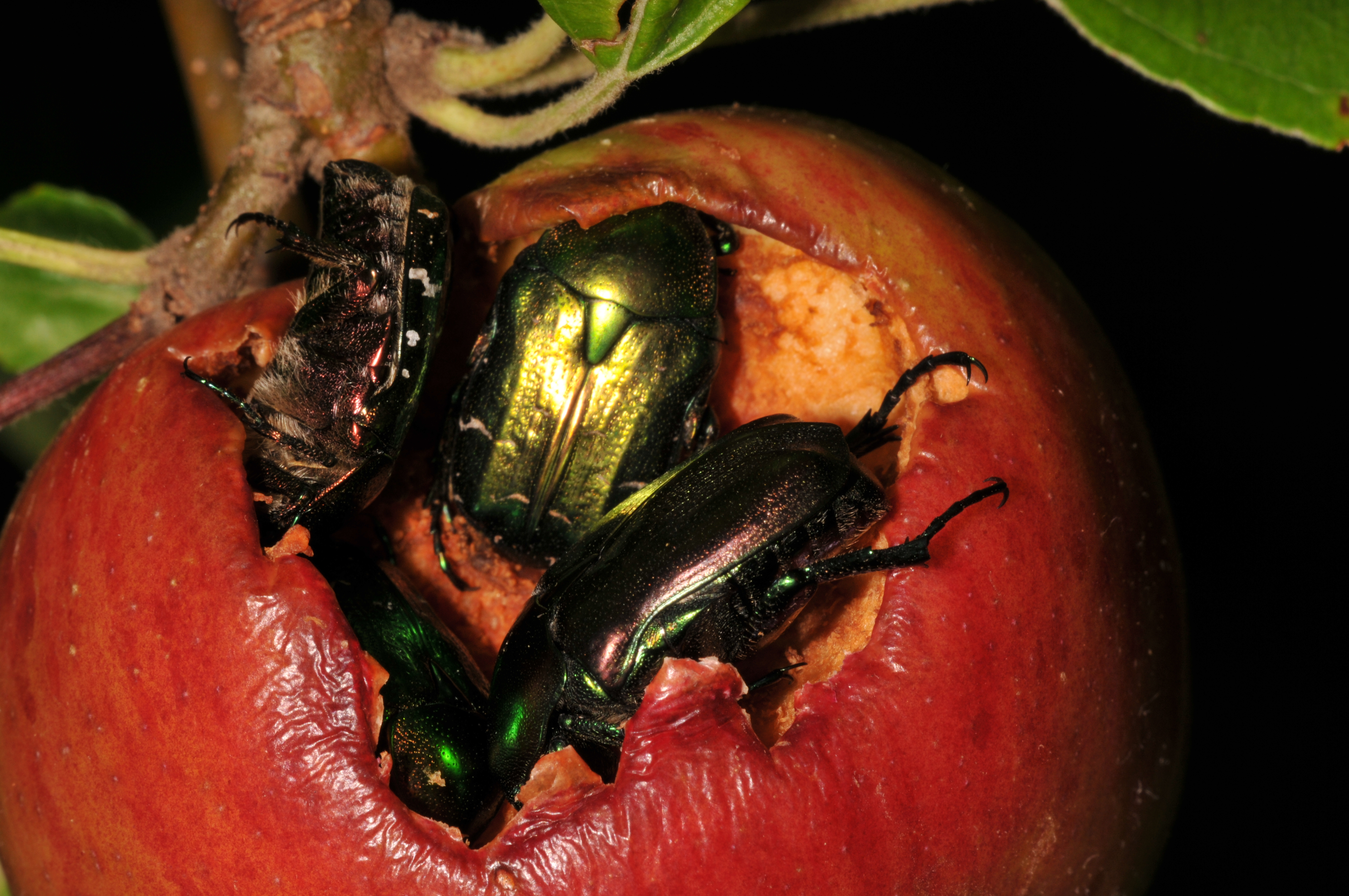
Cetonia aurata alimentant-se d'un fruit madur.

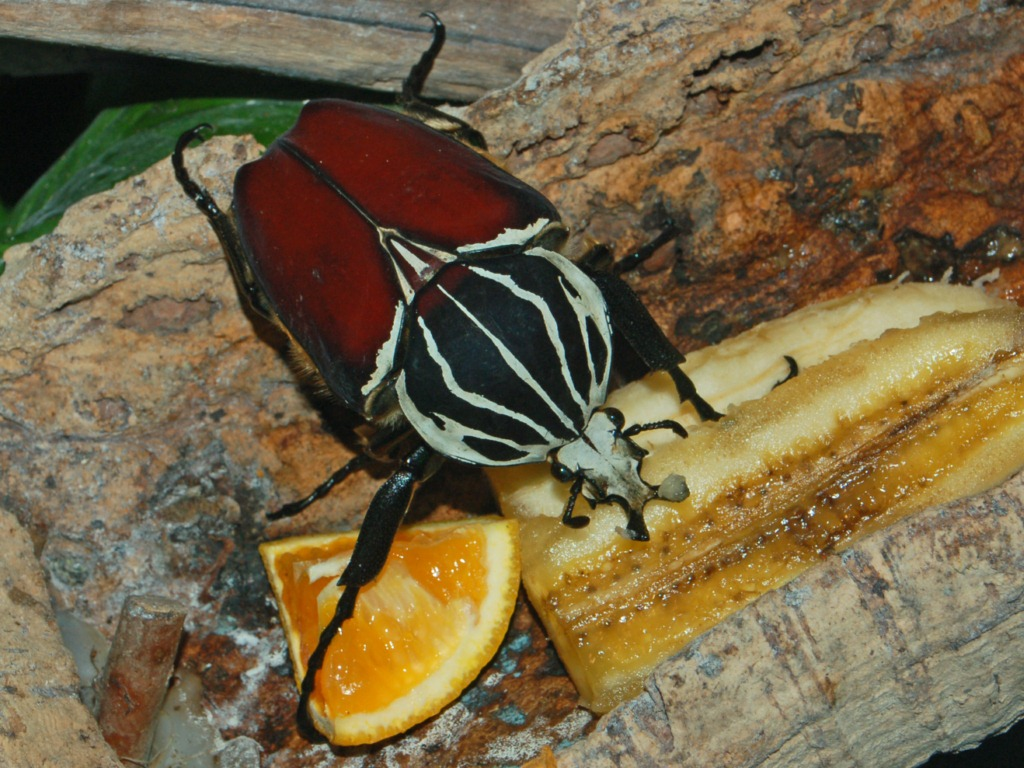
Goliathus sp., dels boscos d'Àfrica tropical, un dels insectes més grans del món.

La taxonomia de la superfamília dels escarabeoïdeus es complexa i en constant evolució. La revisió més recent de les famílies de coleòpters proposa la següent classificació fins a nivell de família i subfamília:
- Família Pleocomidae LeConte, 1861
  - Subfamília Pleocominae LeConte, 1861
  - Subfamília Cretocominae † Nikolajev, 2002
  - Subfamília Archescarabaeinae † Nikolajev, 2010
- Família Geotrupidae Latreille, 1802
  - Subfamília Taurocerastinae Germain, 1897
  - Subfamília Bolboceratinae Mulsant, 1842
  - Subfamília Geotrupinae Latreille, 1802
- Família Belohinidae Paulian, 1959
- Família Passalidae Leach, 1815
  - Subfamília Aulacocyclinae Kaup, 1868
  - Subfamília Passalinae Leach, 1815
- Família Trogidae MacLeay, 1819
  - Subfamília Avitortorinae † Nikolajev, 2007
  - Subfamília Troginae MacLeay, 1819
  - Subfamília Omorginae Nikolajev, 2005
- Família Glaresidae Kolbe, 1905
- Família Diphyllostomatidae Holloway, 1972
- Família Lucanidae Latreille, 1804
  - Subfamília Protolucaninae † Nikolajev, 2007
  - Subfamília Aesalinae MacLeay, 1819
  - Subfamília Ceruchitinae † Nikolajev, 2006
  - Subfamília Syndesinae MacLeay, 1819
  - Subfamília Lampriminae MacLeay, 1819
  - Subfamília Lucaninae Latreille, 1804
  - Subfamília Paralucaninae † Nikolajev, 2000
- Família Ochodaeidae Mulsant and Rey, 1871
  - Subfamília Cretochodaeinae † Nikolajev, 1995
  - Subfamília Ochodaeinae Mulsant and Rey, 1871
  - Subfamília Chaetocanthinae Scholtz, 1988
- Família Hybosoridae Erichson, 1847
  - Subfamília Mimaphodiinae † Nikolajev, 2007
  - Subfamília Anaidinae Nikolajev, 1996
  - Subfamília Ceratocanthinae Martínez, 1968
  - Subfamília Hybosorinae Erichson, 1847
  - Subfamília Liparochrinae Ocampo, 2006
  - Subfamília Pachyplectrinae Ocampo, 2006
- Família Glaphyridae MacLeay, 1819
  - Subfamília Glaphyrinae MacLeay, 1819
  - Subfamília Amphicominae Blanchard, 1845
  - Subfamília Cretoglaphyrinae † Nikolajev, 2005
- Família Scarabaeidae Latreille, 1802
  - Subfamília Lithoscarabaeinae †Nikolajev, 1992
  - Subfamília Chironinae Blanchard, 1845
  - Subfamília Aegialiinae Laporte, 1840
  - Subfamília Eremazinae Iablokoff -Khnzorian, 1977
  - Subfamília Aphodiinae Leach, 1815
  - Subfamília Aulonocneminae Janssens, 1946
  - Subfamília Termitotroginae Wasmann, 1918
  - Subfamília Scarabaeinae Latreille, 1802
  - Subfamília Prototroginae † Nikolajev, 2000
  - Subfamília Cretoscarabaeinae † Nikolajev, 1995
  - Subfamília Dynamopodinae Arrow, 1911
  - Subfamília Phaenomeridinae Erichson, 1847
  - Subfamília Orphninae Erichson, 1847
  - Subfamília Allidiostomatinae Arrow, 1940
  - Subfamília Aclopinae Blanchard, 1850
  - Subfamília Melolonthinae Leach, 1819
  - Subfamília Rutelinae MacLeay, 1819
  - Subfamília Dynastinae MacLeay, 1819
  - Subfamília Cetoniinae Leach, 1815
- Família Coprinisphaeridae † Genise, 2004
- Família Pallichnidae † Genise, 2004